# Johann Balthasar Neumann

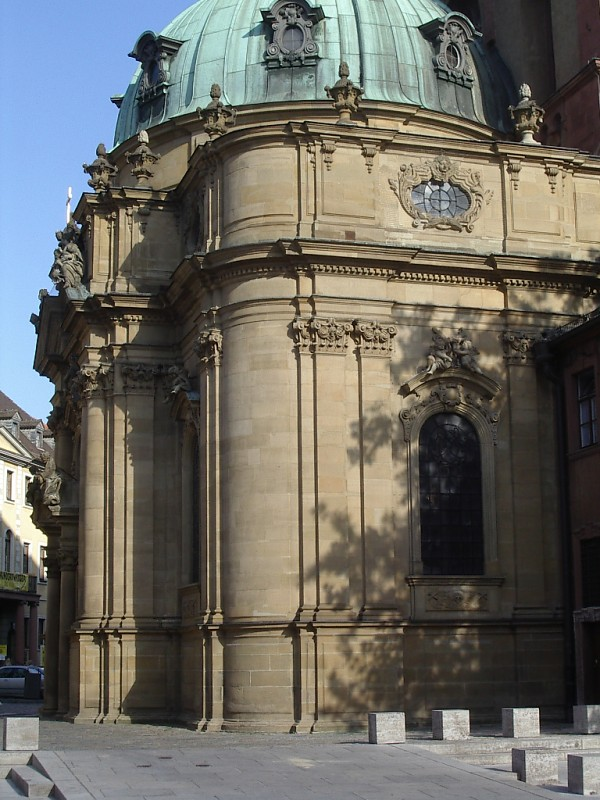
Capella Schönborn a la catedral de Würzburg

Johann Balthasar Neumann (1687-1753) va ser un arquitecte alemany d'estil barroc. Nascut a Cheb, a la regió de Bohèmia, va estudiar matemàtiques per entrar més tard a l'exèrcit on es va convertir en enginyer militar. Va participar de forma destacada al setge de Belgrad a les ordres del príncep Eugeni de Savoia. El 1718 es va traslladar a Milà i més tard, el 1723, a París. Allà va entrar en contacte amb la influent família dels Schönborg que el van convèncer perquè seguís una carrera civil. La imatge de Neumann apareixia a l'anvers del bitllet de 50 marcs alemanys juntament amb la fortalesa de Würzburg; el dors estava il·lustrat amb un pla parcial de l'escalinata de la residència de Würzburg i l'abadia benedictina de Neresheim, una localitat de 8.000 habitants (2019) al land de Baden-Württemberg.

## Laresidència de Würzburg
La família Schönborn, que dominava el principat episcopal de Würzburg, va decidir a començaments del segle xviii construir un palau a fi de traslladar-hi la seu de l'episcopat, situat prèviament en una antiga fortalesa. Els primers mestres d'obra van ser Maximilian von Welsch (1671-1745) i Johann Dientzenhofer. Més endavant, Neumann va ser contractat per ajudar Dientzenhofer. Neumann va demostrar la seva capacitat per al treball i es va convertir en el mestre principal d'una obra que el tindria ocupat durant més de trenta anys.
Tanmateix el 1746, el príncep-bisbe va desaparèixer i el seu successor, que no tenia gaire pressa en acabar les obres de la residència, va rellevar Neumann de les seves funcions. Va ser necessari esperar a l'elecció de Carl Philipp von Greiffenclau com a nou príncep-bisbe (successió que va tenir lloc el 1749) perquè Neumann pogués acabar l'obra. Inspirant-se en alguns dels seus contemporanis (Lukas von Hildebrandt, Dientzenhofer, Robert de Cotte), Neumann va construir una obra emblemàtica del barroc germànic. Al cor del palau de troba una monumental escala amb frescs pintats per Giovanni Battista Tiepolo, així com una sala d'honor, la Kaisersaal, cim de la pintura mural.

## Obres
Neumann és autor entre altres obres de:
- Església del pelegrinatge de Vierzehnheiligen
- Església de Gaibach
- Església d'Etwashausen
- Església de Käppele (1747)
- Abadia benedictina de Neresheim
- Castell de Bruchsal
- Capella del castell dels cavallers de l'Orde Teutònic a Bad Mergentheim.